# Johann Christoph Kunkler

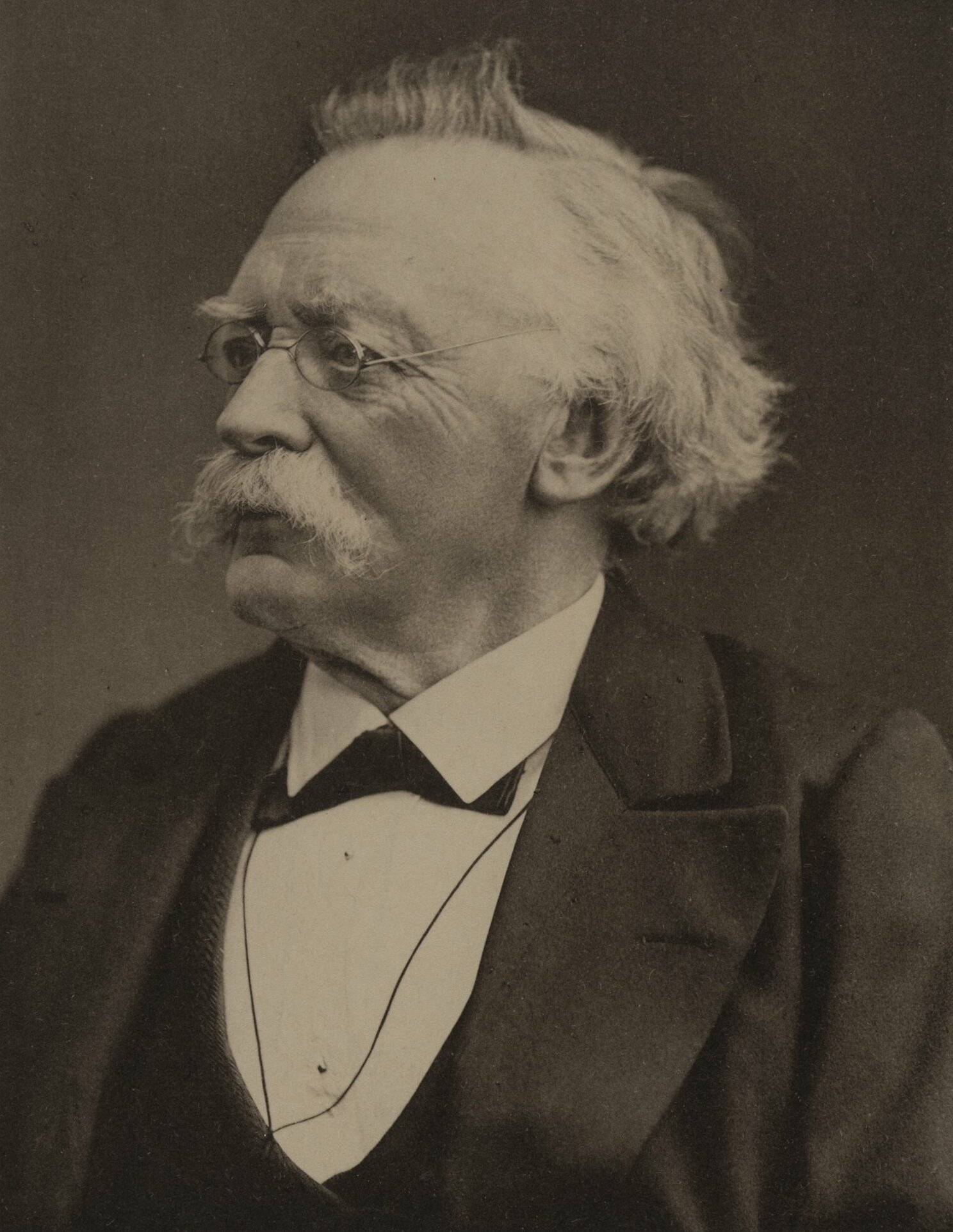
Johann Christoph Kunkler (1898)

Johann Christoph Kunkler (* 18. Dezember 1813 in St. Gallen; † 2. November 1898 ebenda) war ein Schweizer Architekt.

## Leben
Johann Christoph studierte 1832–1834 Architektur am Polytechnikum Karlsruhe und anschliessend bis 1836 an der Akademie der Bildenden Künste München.
1837 begann er als Mitarbeiter bei Gustav Albert Wegmann in Zürich. 1838 eröffnete er sein eigenes Büro in St. Gallen und war in der Folge vor allem in seiner Heimatstadt tätig.
Kunkler war Präsident der Schweizer Gesellschaft für Erhaltung historischer Kunstdenkmäler und 1889–1895 der Eidgenössischen Kunstkommission. Er trat für Erhaltung schweizerischer Altertümer ein. Seine Bücherei vermachte er der Kantonsbibliothek Vadiana St. Gallen.
Kunkler war der Vater von Julius Kunkler und Hedwig Kunkler.

## Bauten (Auswahl)
- Aadorf: Katholische Kirche St. Alexander, Neubau 1863–1865 unter Verwendung des Turmschafts von 1478 (gemeinsam mit Joachim Brenner)
- Alt St. Johann: Evangelische Kirche, 1861
- Bad Ragaz: Trink- und Badeanstalt, 1867–1868
- Lichtensteig: Paritätische Kirche, 1866–1868 im Stil der Neugotik (1968 abgebrochen)
- Rapperswil SG: Reformierte Kirche, 1839–1842[3]
- Roggwil TG: Erweiterungsbauten für Schloss Mammertshofen, 1852, Nordwestgebäude, Zinnenmauer mit neugotischem Spitzbogentor und Brücke
- St. Gallen:
  - Bürgerspital, 1840–1845[4]
  - Umbau der Kirche St. Laurenzen, 1850–1854
  - Stadttheater auf dem Bohl, 1855–1857 im Stil des Neobarock (1971 abgerissen)[5]
  - Schulhaus Blumenau, 1867–1869 (1998–2002 saniert und umgebaut)[6][7]

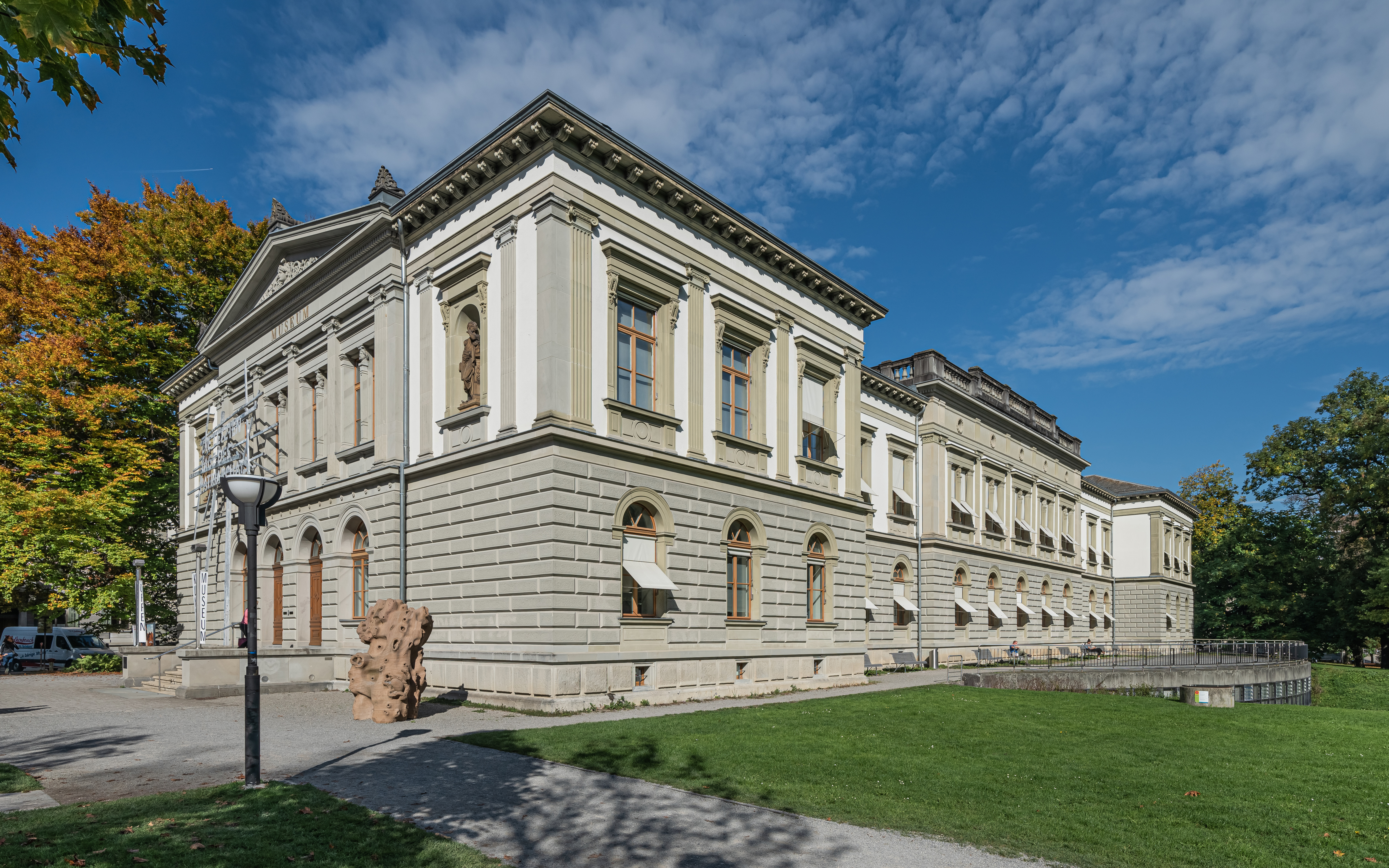
Kunstmuseum St Gallen

- - Natur- und Kunstmuseum, 1873–1877 im Stil der Neorenaissance, eines der ältesten Museen und gleichzeitig eines der bedeutendsten klassizistischen Gebäude der Schweiz (nach Jahren des Verfalls 1987 von Marcel Ferrier erneuert und ausgebaut)
  - Helvetiagebäude am Helvetiaplatz, 1876–1878 im spätklassizistischen Stil (gemeinsam mit seinem Sohn; 1977 abgebrochen, heute Standort der Kantonalbank)
- Zürich: Verwaltungsgebäude der Unfallversicherungs-Gesellschaft «Zürich» am Mythenquai, 1899–1901 (gemeinsam mit seinem Sohn)

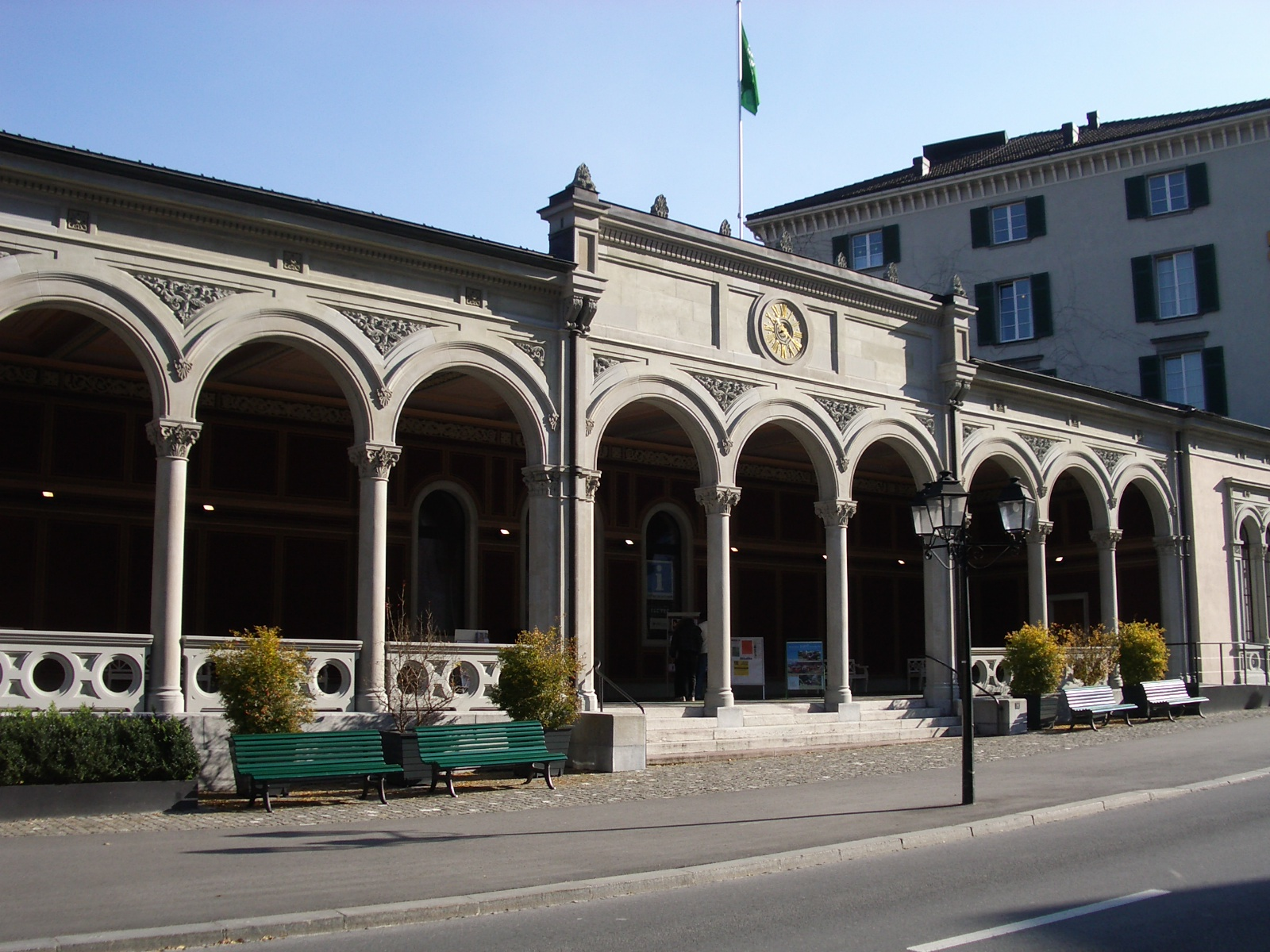
Dorfbad in Bad Ragaz
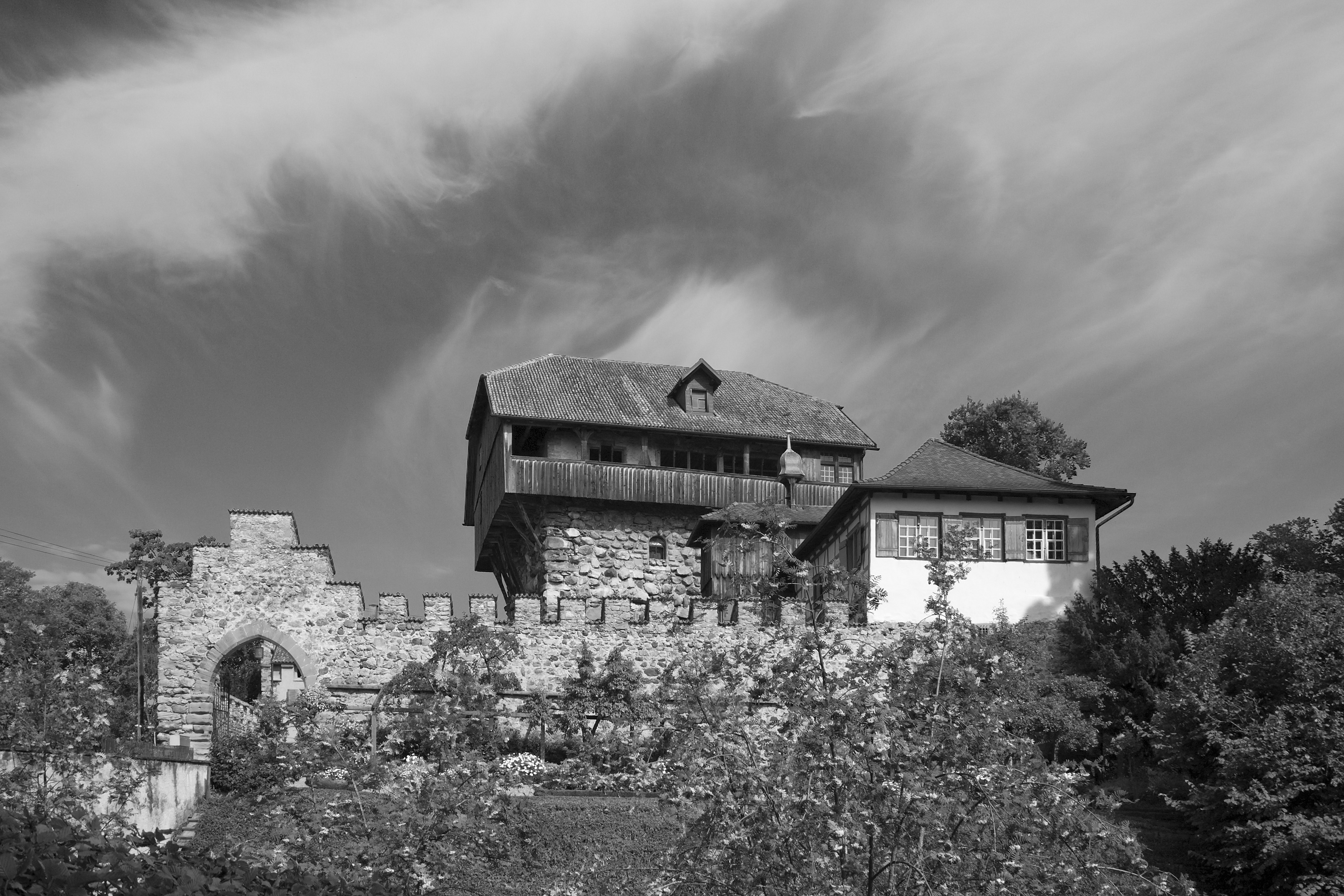
Schloss Mammertshofen mit neugotischem Tor
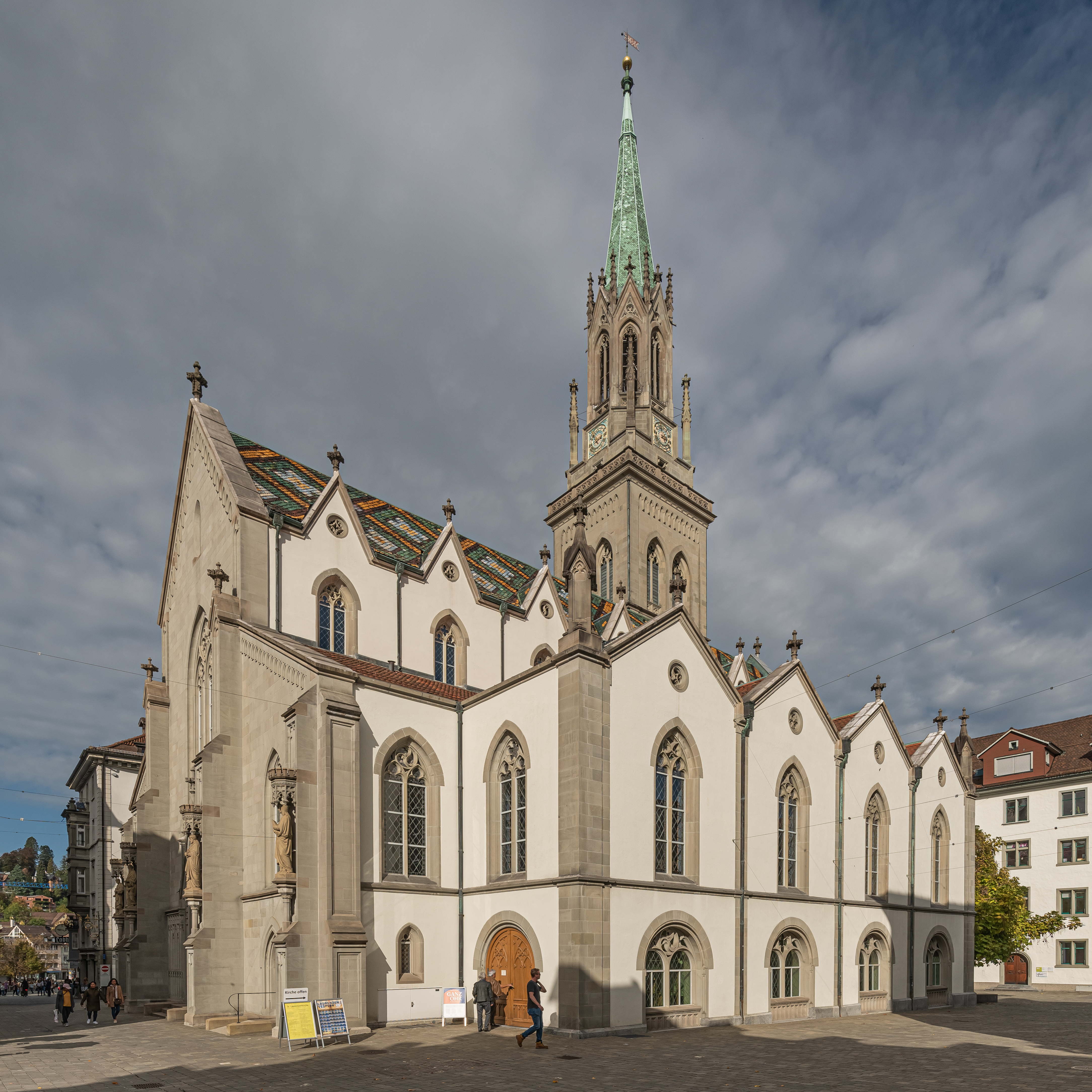
Kirche St. Laurenzen in St. Gallen
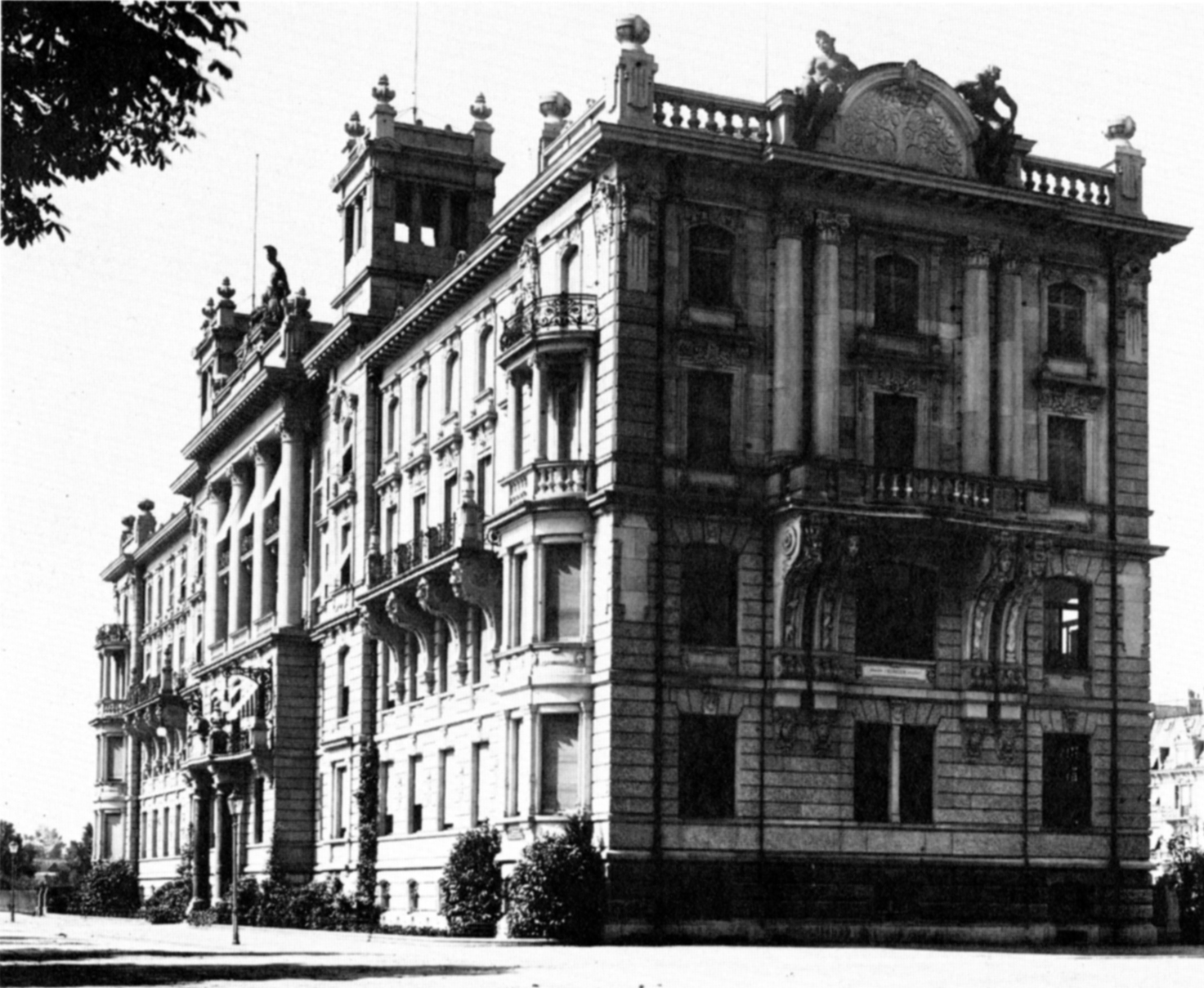
Verwaltungsgebäude der Unfallversicherungs-Gesellschaft «Zürich», 1905